# Жерар, Ив Рене Жан
Ив Рене Жан Жерар (фр. Yves-René-Jean Gérard; 6 января 1932 — 6 октября 2020, Париж) — французский музыковед
.

## Биография
Изучал философию в Университете Нанси (1949—1955), затем фортепиано в консерватории того же города, одновременно занимаясь музыковедением в Сорбонне у Жака Шайи и в Парижской консерватории у Норбера Дюфурка. В 1975 г. он сменил Дюфурка в должности профессора музыковедения и истории музыки и занимал её до выхода на пенсию в 1997 году. В 1980—1983 годах Жерар возглавлял Французское музыковедческое общество, в 1982—1992 годах был французским представителем Международного музыковедческого общества.

## Научная деятельность
Жерар получил известность в 1969 году с выходом составленного им 700-страничного полного каталога сочинений композитора Луиджи Боккерини, работу над которым, как сообщается, субсидировала Жермена де Ротшильд. С этого времени произведения Боккерини обозначаются номерами по каталогу Жерара, с соответствующей фамилии автора буквой G впереди, что дало основания Димитрию Маркевичу назвать Жерара «Кёхелем Боккерини» (по аналогии с автором основополагающего каталога сочинений Моцарта Людвигом Кёхелем). Позднее Жерар опубликовал ещё ряд статей о Боккерини и редактировал издание его гитарных квинтетов (итал. Luigi Boccherini: Sei Quintetti con Chitarra; 1974).
Другая важнейшая область работ Жерара — французская музыка середины XIX века, в лице, прежде всего, Гектора Берлиоза и Камиля Сен-Санса. Под редакцией Жерара вышли 4-й том Полного собрания писем Берлиоза (фр. Hector Berlioz: Correspondance Générale, iv; 1983) и началось издание собрания его музыкально-критических статей (фр. Hector Berlioz: La Critique Musicale, 1823–1863; 1996), а также книга мемуаров Сен-Санса «Воспоминания о моих современниках» (фр. Regards sur Mes Contemporains; 1990). Жерар также был одним из соредакторов сборника статей к 200-летию Парижской консерватории (фр. Le Conservatoire de Paris, 1795–1995; 1996).